# Heinz Bethmann
Heinz Bethmann (* 6. April 1936) ist ein deutscher Kontrabassist, Dirigent, Komponist, Arrangeur und Musikverleger.

## Leben
Heinz Bethmann konzertierte in seiner Jugend am Kontrabass unter anderem unter Paul Hindemith. Er wirkte an der Staatsoper Hannover, als er im Alter von 34 Jahren im Jahr 1970 die Leitung der seinerzeit aus lediglich 30 Mitgliedern bestehenden Hannoverschen Orchestervereinigung übernahm. Er verlegte die Probenräumlichkeiten vom Künstlerhaus Hannover in das Kaiser-Wilhelm-Gymnasium Hannover, formte und dirigierte das Ensemble mehr als vier Jahrzehnte. Dabei arbeitete er unter anderem mit Solisten wie Ulf Hoelscher, Gabriele Fontana und Camilla Nylund zusammen und variierte die Inhalte seiner Konzerte von der Klassik über Barock bis Pop.
Sein Abschiedskonzert als Dirigent der Hannoverschen Orchestervereinigung gab Heinz Bethmann am 27. November 2010 im Großen Saal des Funkhauses Hannover.

## Kompositionen (Auswahl)
- Axel Schoenlein, Heinz Bethmann: ¡Entonación! Ejercicios y obras para contrabajo de la 1/2 a la 7a posición, [Bad Aibling]: CEFES, Musikverlag C.F. Schmidt, 2019, ISMN 979-0-50033-660-0
- Karneval in Venedig, Thema und 6 Variationen für Kontrabass und Klavier, Ausgabe bei C.F. Schmidt, 2015